# دتمار کرامر
دتمار کرامر (انگلیسی: Dettmar Cramer؛ زادهٔ ۴ آوریل ۱۹۲۵-درگذشته ۱۷ سپتامبر ۲۰۱۵) بازیکن و مربی فوتبال اهل آلمان بود. او به عنوان مربی توانست تیم فوتبال بایرن مونیخ را دو بار در سال‌های ۱۹۷۵ و ۱۹۷۶ قهرمان لیگ قهرمانان اروپا کند. وی را به عنوان پدر فوتبال مدرن در ژاپن می‌شناسند. وی مدتی نیز سکان هدایت تیم فوتبال الاتحاد عربستان را به عهده داشت.
وی با برگزاری کلاس‌های آموزشی در پیشبرد فوتبال ایران نیز نقش داشت.

## کارنامه
| تیم                                 | از             | تا             | رکورد | رکورد | رکورد | رکورد | رکورد  | رکورد |
| تیم                                 | از             | تا             | بازی  | برد   | تساوی | باخت  | % برد  |       |
| ----------------------------------- | -------------- | -------------- | ----- | ----- | ----- | ----- | ------ | ----- |
| باشگاه فوتبال هرتا برلین            | ۱ ژوئیه ۱۹۷۴   | ۹ ژوئیه ۱۹۷۴   | ۰     | ۰     | ۰     | ۰     | —      |       |
| تیم فوتبال آمریکا                   | ۱ اوت ۱۹۷۴     | ۱۶ ژانویه ۱۹۷۵ | ۲     | ۰     | ۰     | ۲     | ۰۰۰٫۰۰ |       |
| بایرن مونیخ                         | ۱۶ ژانویه ۱۹۷۵ | ۲۷ نوامبر ۱۹۷۷ | ۱۳۶   | ۶۳    | ۳۱    | ۴۲    | ۰۴۶    |       |
| اینتراخت فرانکفورت                  | ۹ دسامبر ۱۹۷۷  | ۳۰ ژوئن ۱۹۷۸   | ۲۳    | ۱۱    | ۳     | ۹     | ۰۴۸    |       |
| تیم ملی فوتبال عربستان سعودی        | ۳ سپتامبر ۱۹۷۸ | ۱ دسامبر ۱۹۸۰  | ۱۷    | ۶     | ۶     | ۵     | ۰۳۵    |       |
| باشگاه فوتبال الاتحاد عربستان سعودی | ۳ سپتامبر ۱۹۷۸ | ۱ دسامبر ۱۹۸۰  |       |       |       |       |        |       |
| باشگاه فوتبال آریس سالونیک          | ۱ دسامبر ۱۹۸۰  | ۳۰ مه ۱۹۸۱     |       |       |       |       |        |       |
| باشگاه فوتبال بایر 04 لورکوزن       |                |                | ۱۰۸   | ۳۶    | ۳۰    | ۴۲    | ۰۳۳    |       |
| مجموع                               | مجموع          | مجموع          | ۲۸۶   | ۱۱۶   | ۷۰    | ۱۰۰   | ۰۴۱    |       |